# Стражи Арктики
«Стражи Арктики» (англ. Arctic Justice) — анимационная комедия от режиссёра Аарона Вудли. В озвучивании фильма приняли участие актёры Джереми Реннер, Джеймс Франко, Алек Болдуин, Хайди Клум, Омар Си, Лори Холден, Анжелика Хьюстон, Майкл Мэдсен и Джон Клиз.
Премьера в кинотеатрах США состоялась 1 ноября, в России — 14 ноября.
В декабре 2019 года критики журнала «Hollywood Reporter» включили мультфильм в список десяти худших кинолент года в Северной Америки чем Италии.

## Сюжет
Песец Свифти работает в Арктической почтовой службе, но мечтает однажды стать членом элитной команды курьеров-хаски. Чтобы доказать, что он достоин, Свифти угоняет сани и доставляет таинственную посылку в таинственное место, где обнаруживает крепость, а в ней — злого гения Отто фон Моржуса. Вскоре Свифти узнаёт, что злодей намеревается растопить полярные льды, чтобы затопить всю планету, а после — править миром как самый приспособленный вид. Герой зовёт на помощь своих друзей — заботливого белого медведя, рассеянного альбатроса, двух выдр, помешанных на теориях заговора, и крутую лисицу-механика. Стражи Арктики объединяются, чтобы спасти планету.

## В ролях
- Джереми Реннер — Свифти
- Джеймс Франко — Лемми
- Алек Болдуин — Миша
- Лори Холден — Дакота
- Анжелика Хьюстон — Магда
- Майкл Мэдсен — Дюк
- Джон Клиз — Отто фон Моржус
- Омар Си — Леопольд
- Хайди Клум — Джейд / Берта

## Релиз
Премьера анимационного фильма в Южной Корее и США состоялась 1 ноября, в России — 14 ноября, в Венгрии — 5 декабря, в Польше — 6 декабря, а в Чехии — 12 декабря. На конец января запланировано начало проката в Словакии и Турции, 23 и 24 января соответственно.
Локализованная российская версия трейлера картины была опубликована в сети 13 августа 2019 года
.

## Интересные факты
- Из-за особенно яркого освещения Арктики солнцем, создателям пришлось использовать в кадре ослепительно яркий свет.
- Пять композиций из саундтрека к фильму исполнил Джереми Реннер.
- В русской версии фильма герои говорят голосами Виктора Добронравова, Аскольда Запашного, Марка Бутмана, Алисы Реввы, Андрея Градова и другими.

«Хочется верить, что лента поможет кому-то принять себя таким, какой он есть, и поставить перед собой более значимые цели в жизни. В фильме также поднимается тема глобального потепления. Для меня эта тема — одна из самых важных в наше время». — Аарон Вудли, режиссёр

## Спин-офф и продолжения
15 сентября 2020 года на Apple TV+ и Amazon Prime Video был выпущен веб-сериал под названием «Арктические друзья», действие которого происходит после событий фильма, и состоит из 40 коллекций (160 короткометражек). [17] Также был выпущен ещё один спин-офф под названием «Тупики», в котором Джонни Депп озвучивал Джонни Паффа. [18][19] Спин-офф «Тупиков» под названием «Тупики невозможны» запланирован к выпуску и будет состоять из 16 пятиминутных эпизодов с Деппом, который повторит свою роль Паффа. [20] Есть также два рождественских спин-оффа с живыми актёрами / анимацией под названием «Рождественские воры» (2021) и «Добрая ведьма Рождества» (2022). [21][22]
Спин-офф анимационные фильмы 
Джонни Пафф: Секретная миссия
Тупики: моржи, которые хотели слишком многого
Тупики: Звёздное приключение
Arctic Friends: In Search of the Arctic Idol
Тупики и зайчики